# Riccardo Di Corato
Riccardo Di Corato (Andria, 20 giugno 1929 – Bari, 21 aprile 2014) è stato un politico italiano. ed un amministratore pubblico.
Riccardo di Corato è stato un politico ed amministratore Pubblico Italiano. Deputato al Parlamento per la circoscrizione di Bari, Sindaco di Andria, Senatore della Repubblica, Consigliere di Amministrazione della Fiera del Levante di Bari, ConsiglierediAmministrazione dello Iacp di Bari,Presidente provinciale del Festival dell'Unita', Sindacalista di lungo corso, Segretario Provinciale della Cgil di Bari per 11 anni, primo firmatario, già nel 1974, quale rappresentante sindacale apicale, del Ricorso giudiziale avverso la Fibronit di Bari, a tutela delle condizioni di lavoro e di salute dei lavoratori e dei dipendenti ivi occupati, in anticipo di oltre un decennio rispetto a quella che diventerà questione simbolo nella città di Bari e più in generale in Italia
Fu, tra l'altro, cittadino onorario della Repubblica del Montenegro.
È stato Dirigente nazionale della Cgil e del PCI